# Warren Rychel
Warren Stanley Rychel (* 12. Mai 1967 in Strathroy, Ontario) ist ein ehemaliger kanadischer Eishockeyspieler sowie derzeitiger -trainer und -funktionär, der zwischen 1992 und 1999 für die Chicago Blackhawks, Los Angeles Kings, Toronto Maple Leafs, Colorado Avalanche und Mighty Ducks of Anaheim in der National Hockey League auf der Position des linken Flügelstürmers aktiv war. Sein Sohn Kerby Rychel war ebenfalls professioneller Eishockeyspieler.

## Karriere
Warren Rychel wurde nicht wie die meisten Spieler in einem Entry Draft von einem Franchise ausgewählt, stattdessen erhielt er 1987 direkt ein Vertragsangebot der Chicago Blackhawks. Für die Blackhawks absolvierte der Angreifer in fünf Jahren nur fünf Spiele, die meiste Zeit verbrachte er bei Chicagos Farmteams Saginaw Hawks und Indianapolis Ice in der International Hockey League. Im Juli 1991 wurde er zu den Winnipeg Jets transferiert, für die er jedoch nie spielte. Nach einem weiteren Tausch zu den Minnesota North Stars unterschrieb der Stürmer zu Beginn der Saison 1992/93 einen Vertrag bei den Los Angeles Kings.
In Los Angeles avancierte Rychel zu einem Stammspieler, für die Kalifornier absolvierte er 157 Spiele. Während der Saison 1994/95 wurde er von den Kings innerhalb eines Tages zu den Washington Capitals und von diesen zu den Toronto Maple Leafs geschickt, für die er jedoch nur 26 Einsätze absolvierte. Die folgende Saison absolvierte er bei der Colorado Avalanche und gewann mit dem Team den Stanley Cup. Nach dieser Spielzeit wechselte er zu den Mighty Ducks of Anaheim. Am 24. März 1998 wurde er von den Mighty Ducks zurück zur Avalanche transferiert, wo er noch 36 Spiele bestritt, bevor er mit dem Ende der NHL-Saison 1998/99 seinen Rücktritt vom aktiven Sport bekannt gab. Der Enforcer absolvierte insgesamt 406 NHL-Spiele, dabei erhielt er 1422 Strafminuten.
Von 2006 bis 2019 war Warren Rychel Vizepräsident sowie General Manager der Windsor Spitfires, ein kanadisches Eishockeyteam aus der Ontario Hockey League. 2009 wurde er von der Liga als OHL Executive of the Year geehrt. In der Saison 2019/20 war er Cheftrainer des Ligakonkurrenten Barrie Colts. Zur Spielzeit 2022/23 wurde er als Scout bei den Edmonton Oilers tätig.

## Erfolge und Auszeichnungen
| - 1996 Stanley-Cup-Gewinn mit der Colorado Avalanche - 2009 OHL Executive of the Year - 2009 J.-Ross-Robertson-Cup-Gewinn mit den Windsor Spitfires (als General Manager) | - 2009 Memorial-Cup-Gewinn mit den Windsor Spitfires (als General Manager) - 2010 J.-Ross-Robertson-Cup-Gewinn mit den Windsor Spitfires (als General Manager) - 2010 Memorial-Cup-Gewinn mit den Windsor Spitfires (als General Manager) |

## Karrierestatistik
(Legende zur Spielerstatistik: Sp oder GP = absolvierte Spiele; T oder G = erzielte Tore; V oder A = erzielte Assists; Pkt oder Pts = erzielte Scorerpunkte; SM oder PIM = erhaltene Strafminuten; +/− = Plus/Minus-Bilanz; PP = erzielte Überzahltore; SH = erzielte Unterzahltore; GW = erzielte Siegtore; 1 Play-downs/Relegation; Kursiv: Statistik nicht vollständig)